# Знедолені (фільм, 1913)
«Знедолені» (фр. Les Misérables) — французький німий чотирисерійний фільм режисера Альбера Капеллані, який вийшов на екрани у 1913 році. Екранізація однойменного роману Віктора Гюго.

## Синопсис
1-я серія. «Жан Вальжан»/Jean Valjean. 3 січня 1913 року. (800 метрів)

Простий робітник Жан Вальжан прагне забезпечити свою хвору матір, з якою вони живуть в убогому будинку та не мають статків, щоб прогодуватися. Він виходить у пошуках роботи, але безуспішно. Нарешті, у відчаї, незважаючи на наслідки, Жан краде хліб та, переслідуваний натовпом, поспішає з ним додому й віддає його матері. Вальжана заарештовано за крадіжку і засуджено до п'яти років каторжних робіт. Разом з іншими засудженими Вальжан працює у каменоломні, де вперше знайомиться з Жавером, тюремним охоронцем. Між в'язнями ходять розмови про те, що є шанс для однієї людини здійснити спробу втечі, і між собою вони вирішують тягнути жереб, щоб визначити, хто повинен вирватися на волю. 

2-я серія. «Фантіна»/Fantine. 10 січня 1913 року. (780 метрів) 

Жана Вальжана, що звільнився із в'язниці, постійно переслідує Жавер.

3-я серія. «Козетта»/Cosette. 17 січня 1913 року. (745 метрів) 

4-я серія. «Козетта і Маріус»/Cosette et Marius. 24 січня 1913 року. (1080 метрів)

## В ролях
| Актор(ка)          |   | Роль             |
| ------------------ | - | ---------------- |
| Анрі Краусс        | … | Жан Вальжан      |
| Анрі Етьєван       | … | Жавер            |
| Леон Бернар        | … | єпископ Мірієль  |
| Марія Вентура      | … | Фантіна          |
| Містінгетт         | … | Епоніна Тенардьє |
| Марія Фроме        | … | Козетта          |
| Габріель де Гравон | … | Маріус Понмерсі  |
| Еміль Міло         | … | месьє Тенардьє   |
| Дельфін Рено       | … | мадам Тенардьє   |
| Жан Анжело         | … | Енжольрас        |
| Гудін              | … | Гаврош           |

## Критика
Жорж Садуль:
- У цьому ж році [1913] «Спілка драматургів і письменників» (ССАЖЛ), випустивши «Знедолених», добилася загального визнання і затвердила дещо інші принципи постановки фільмів[1].

- Наприкінці 1912 року він [Капеллані] закінчив «Знедолених» за В. Гюго у чотирьох серіях. Фільм досягав 5000 метрів і йшов чотири години. «Знедолені» стали тріумфом і вищим досягненням ССАЖЛ. За кілька місяців було продано 600 000 метрів копій фільму. Ця стрічка ще більша, ніж «Диво» та «Королева Єлизавета», сприяла швидкій еволюції жанру кіносценаріїв. <…>. «Знедолені» користувалися великим успіхом в усьому світі, і особливо в Сполучених Штатах. Комерційний успіх цієї картини показав, які вигідні інсценування знаменитих сюжетів[1].

- У середині 1912 року Капеллані і Кінематографічне товариство досягли вершини своєї слави постановкою «Знедолених». Фільм цей складався з чотирьох серій і дев'яти частин. У нім було понад п'ять тисяч метрів, і він йшов протягом п'яти годин. Якщо вірити рекламі, то він коштував близько двохсот тисяч франків. Успіх був величезний. З 1912 р. Пате не переставав випускати нові версії роману Гюго. Його наслідувала Америка, де цей фільм викликав фурор. Серії «Знедолених» демонструвалися кожна окремо. Але деякі кінематографи об'єднували їх і заповнювали ними програму цілого вечора[2].

Ежи Тепліц:
- Успіхом як режисера Капеллані, так і всієї французької кінематографії, стала екранізація роману Віктора Гюго «Знедолені». Геній Гюго з'явився мільйонам людей, для яких недоступні були театральні зали, і завдяки кіно ці люди дістали можливість спілкуватися із справжнім мистецтвом. І, хоча Капеллані і його працедавці прагнули у міру можливостей уникати занадто гострих соціальних проблем, все ж слід визнати, що на тлі тодішньої французької продукції ці екранізації були цінними прогресивними творами. Ідеї великих письменників збереглися, а прагнення вірно передати атмосферу дії (натура, декорації, костюми, грим) повідомляло фільмам Капеллані реалістичне звучання[3].